# Campeonato Mundial de Atletismo em Pista Coberta de 2010 - 1500 m masculino
A prova dos 1500 metros masculino do Campeonato Mundial de Atletismo em Pista Coberta de 2010 foi disputada entre 12 e 13 de março no ASPIRE Dome, em Doha.

## Recordes
Antes desta competição, os recordes mundiais e do campeonato nesta prova eram os seguintes:
| Tipo                  | Atleta             | Tempo   | Local     | Data                   |
| --------------------- | ------------------ | ------- | --------- | ---------------------- |
|                       | Hicham El Guerrouj | 3:31.18 | Stuttgart | 2 de fevereiro de 1997 |
| Recorde do campeonato | Haile Gebrselassie | 3:33.77 | Maebashi  | 7 de março de 1999     |

## Medalhistas
| Ouro                   | Prata                   | Bronze              |
| Deresse Mekonnen (ETH) | Abdalaati Iguider (MAR) | Haron Keitany (KEN) |

## Resultados

### Eliminatórias
Estes são os resultados das eliminatórias. Os 25 atletas inscritos foram divididos em três baterias, se classificando para a final os dois melhores de cada bateria (Q) mais os três melhores tempos no geral (q).
| Bateria 1 | Bateria 1                | Bateria 1   | Bateria 1       |
| Pos.      | Atleta                   | Tempo       | Notas           |
| --------- | ------------------------ | ----------- | --------------- |
| 1         | MAR Amine Laalou         | 3:39.96 (Q) | Recorde pessoal |
| 2         | RSA Juan van Deventer    | 3:40.07 (Q) |                 |
| 3         | KEN Gideon Gathimba      | 3:40.08     |                 |
| 4         | FRA Abdelkader Bakhtache | 3:40.49     |                 |
| 5         | ESP Álvaro Rodríguez     | 3:40.96     |                 |
| 6         | POR Bruno Albuquerque    | 3:44.32     |                 |
| 7         | GER Christian Klein      | 3:46.14     |                 |
| 8         | QAT Abubaker Ali Kamal   | 3:46.51     |                 |

| Bateria 2 | Bateria 2                    | Bateria 2   | Bateria 2            |
| Pos.      | Atleta                       | Tempo       | Notas                |
| --------- | ---------------------------- | ----------- | -------------------- |
| 1         | ETH Deresse Mekonnen         | 3:39.66 (Q) |                      |
| 2         | ESP Diego Ruiz               | 3:40.00 (Q) |                      |
| 3         | KEN Haron Keitany            | 3:40.04 (q) |                      |
| 4         | USA Will Leer                | 3:42.16     |                      |
| 5         | GBR Tim Bayley               | 3:42.57     |                      |
| 6         | RSA Peter van der Westhuizen | 3:45.76     |                      |
| 7         | QAT Thamer Kamal Ali         | 3:49.64     |                      |
| 8         | CGO Alex Ngouari-Mouissi     | 4:02.55     | Recorde pessoal      |
| 9         | TJK Ajmal Amirov             | 4:03.75     | Recorde da temporada |

| Bateria 3 | Bateria 3                       | Bateria 3   | Bateria 3       |
| Pos.      | Atleta                          | Tempo       | Notas           |
| --------- | ------------------------------- | ----------- | --------------- |
| 1         | MAR Abdalaati Iguider           | 3:37.14 (Q) |                 |
| 2         | ETH Mekonnen Gebremedhin        | 3:38.90 (Q) |                 |
| 3         | USA Garrett Heath               | 3:39.25 (q) | Recorde pessoal |
| 4         | FRA Mahiedine Mekhissi-Benabbad | 3:39.63 (q) |                 |
| 5         | NZL Adrian Blincoe              | 3:40.50     | Recorde pessoal |
| 6         | SRB Goran Nava                  | 3:42.79     |                 |
| 7         | ITA Christian Obrist            | 3:46.33     |                 |
|           | BRN Belal Mansoor Ali           | DNS         |                 |

### Final
Estes são os resultados da final:
| Pos.              | Atleta                          | Tempo   | Notas |
| ----------------- | ------------------------------- | ------- | ----- |
| Medalha de ouro   | ETH Deresse Mekonnen            | 3:41.86 |       |
| Medalha de prata  | MAR Abdalaati Iguider           | 3:41.96 |       |
| Medalha de bronze | KEN Haron Keitany               | 3:42.32 |       |
| 4                 | ETH Mekonnen Gebremedhin        | 3:42.42 |       |
| 5                 | MAR Amine Laalou                | 3:42.42 |       |
| 6                 | RSA Juan van Deventer           | 3:43.77 |       |
| 7                 | USA Garrett Heath               | 3:43.81 |       |
| 8                 | FRA Mahiedine Mekhissi-Benabbad | 3:45.22 |       |
| 9                 | ESP Diego Ruiz                  | 3:52.45 |       |

Legenda
| Recorde mundial       | Recorde mundial (World record)               |                       | Recorde africano                      | Recorde africano (African) |                                           | Q | Classificado por posição (Qualified) |
| Recorde do campeonato | Recorde do campeonato (Championship record)  | Recorde da América    | Recorde da América (Americas)         | q                          | Classificado por melhor tempo (Qualified) |   |                                      |
| Melhor marca do ano   | Melhor marca do ano (World leading)          | Recorde asiático      | Recorde asiático (Asian)              | DNS                        | Não largou (Did not start)                |   |                                      |
| Recorde nacional      | Recorde nacional (National record)           | Recorde europeu       | Recorde europeu (European)            | DNF                        | Não terminou (Did not finish)             |   |                                      |
| Recorde pessoal       | Recorde pessoal do atleta (Personal best)    | Recorde da Oceania    | Recorde da Oceania (Oceania)          | DSQ / DQ                   | Desclassificado (Disqualified)            |   |                                      |
| Recorde da temporada  | Recorde da temporada do atleta (Season best) | Recorde sul-americano | Recorde sul-americano (South America) | NM                         | Sem marca (No mark)                       |   |                                      |